# Leptostylis gatopensis
Leptostylis gatopensis là một loài thực vật có hoa trong họ Hồng xiêm. Loài này được Guillaumin mô tả khoa học đầu tiên năm 1944.